# 嘉定 (年号)
嘉定（1208年—1224年）是南宋皇帝宋寧宗的第四個及最后一個年号，共计17年。嘉定十七年閏八月三日宋理宗即位沿用。

## 年號含義
典故出自《尚書·無逸》「嘉靖殷邦」及《詩經·周頌武》「耆定爾功」。
《改元詔文》云：「取商宗『嘉靖』之言，暨周王『耆定』之義。」

## 改元
- 開禧三年——十二月二十六日，有詔明年改元嘉定。[2][3][4]
- 嘉定十七年——十一月二十五日，有詔明年改元寶慶。[5][6]

## 紀年對照表
| 嘉定 | 元年   | 二年   | 三年   | 四年   | 五年   | 六年   | 七年   | 八年   | 九年   | 十年   |
| ---- | ------ | ------ | ------ | ------ | ------ | ------ | ------ | ------ | ------ | ------ |
| 公元 | 1208年 | 1209年 | 1210年 | 1211年 | 1212年 | 1213年 | 1214年 | 1215年 | 1216年 | 1217年 |
| 干支 | 戊辰   | 己巳   | 庚午   | 辛未   | 壬申   | 癸酉   | 甲戌   | 乙亥   | 丙子   | 丁丑   |
| 嘉定 | 十一年 | 十二年 | 十三年 | 十四年 | 十五年 | 十六年 | 十七年 |        |        |        |
| 公元 | 1218年 | 1219年 | 1220年 | 1221年 | 1222年 | 1223年 | 1224年 |        |        |        |
| 干支 | 戊寅   | 己卯   | 庚辰   | 辛巳   | 壬午   | 癸未   | 甲申   |        |        |        |

## 同期存在的其他政权年号
- 中國
  - 天禧（1178年－1211年）：西遼—末主耶律直魯古之年號
  - 泰和（1201年－1208年）：金朝—金章宗完顏璟之年號
  - 大安（1209年－1211年）：金朝—衛紹王完顏永濟之年號
  - 崇慶（1212年－1213年）：金朝—衛紹王完顏永濟之年號
  - 至寧（1213年）：金朝—衛紹王完顏永濟之年號
  - 貞祐（1213年－1217年）：金朝—金宣宗完顏珣之年號
  - 興定（1217年－1222年）：金朝——金宣宗完顏珣之年號
  - 元光（1222年－1223年）：金朝—金宣宗完顏珣之年號
  - 正大（1224年－1231年）：金朝—金哀宗完顏守緒之年號
  - 元統（1213年－1216年）：金朝時期—耶律留哥之年號
  - 天賜（1214年）：金朝時期—劉永昌之年號
  - 天順（1214年）：金朝時期—楊安兒之年號
  - 天泰（1215年－1223年）：金朝時期—蒲鮮萬奴之年號
  - 大同（1224年－1233年）：金朝時期—蒲鮮萬奴之年號
  - 興隆（1216年－1217年）：金朝時期—張致之年號
  - 順天（1216年）：金朝時期—郝定之年號
  - 天威（1216年）：金朝時期—耶律廝不之年號
  - 天德（1216年）：金朝時期—耶律金山之年號
  - 應天（1206年－1209年）：西夏—夏襄宗李安全之年號
  - 皇建（1210年－1211年）：西夏—夏襄宗李安全之年號
  - 光定（1211年－1223年）：西夏—夏神宗李遵頊之年號
  - 乾定（1223年－1226年）：西夏—夏獻宗李德旺之年號
  - 天開（1205年－1225年）：大理—段智祥之年號
- 越南
  - 治平龍應（1205年－1210年）：李朝—李龍翰之年號
  - 建嘉（1211年－1224年）：李朝—李旵之年號
- 日本
  - 建永（1206年－至1207年）：土御門天皇之年號
  - 承元（1207年－1211年）：土御門天皇與順德天皇之年號
  - 建曆（1211年－1214年）：順德天皇之年號
  - 建保（1214年－1219年）：順德天皇之年號
  - 承久（1219年－1222年）：順德天皇、仲恭天皇與後堀河天皇之年號
  - 貞應（1222年－1224年）：後堀河天皇之年號
  - 元仁（1224年－1225年）：後堀河天皇之年號

## 深入閱讀
- 李崇智. . 北京: 中華書局. 2004年12月. ISBN 7101025129.
- 鄧洪波.  (pdf). 臺北: 國立臺灣大學東亞經典與文化研究計劃. 2005年3月  [2021-11-21]. ISBN 9789860005189. （原始内容存档于2007-08-25）.

| 前一年號： 开禧 | 南宋年号 | 下一年號： 宝庆 |